# 青年

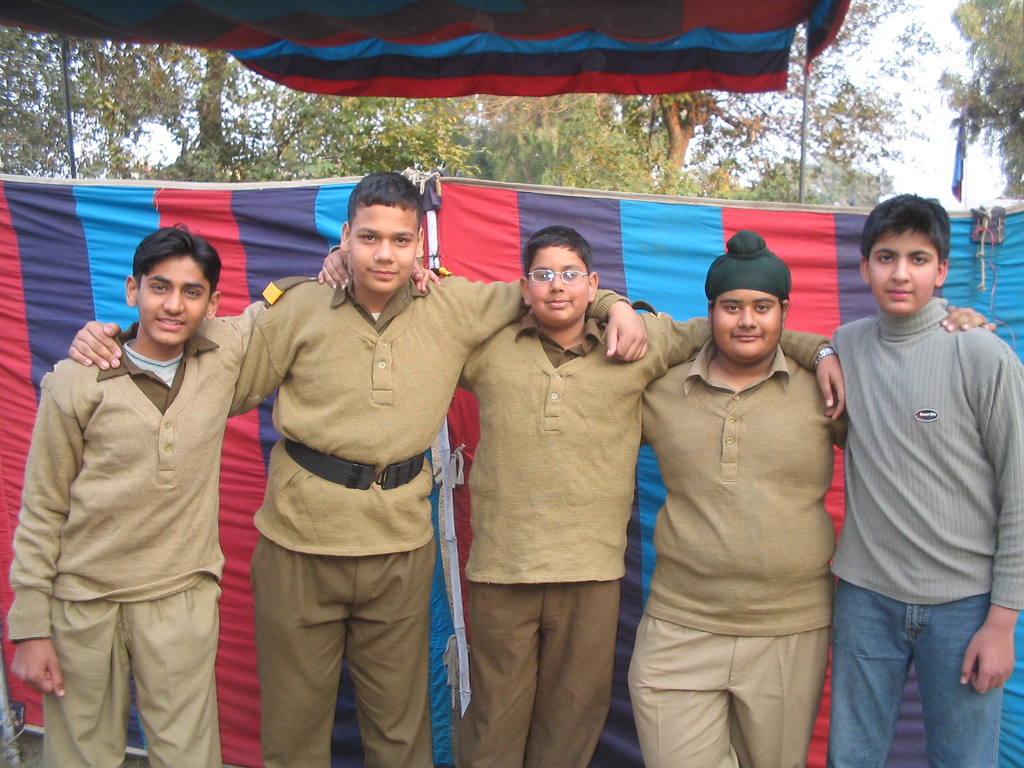
インドの青年男性

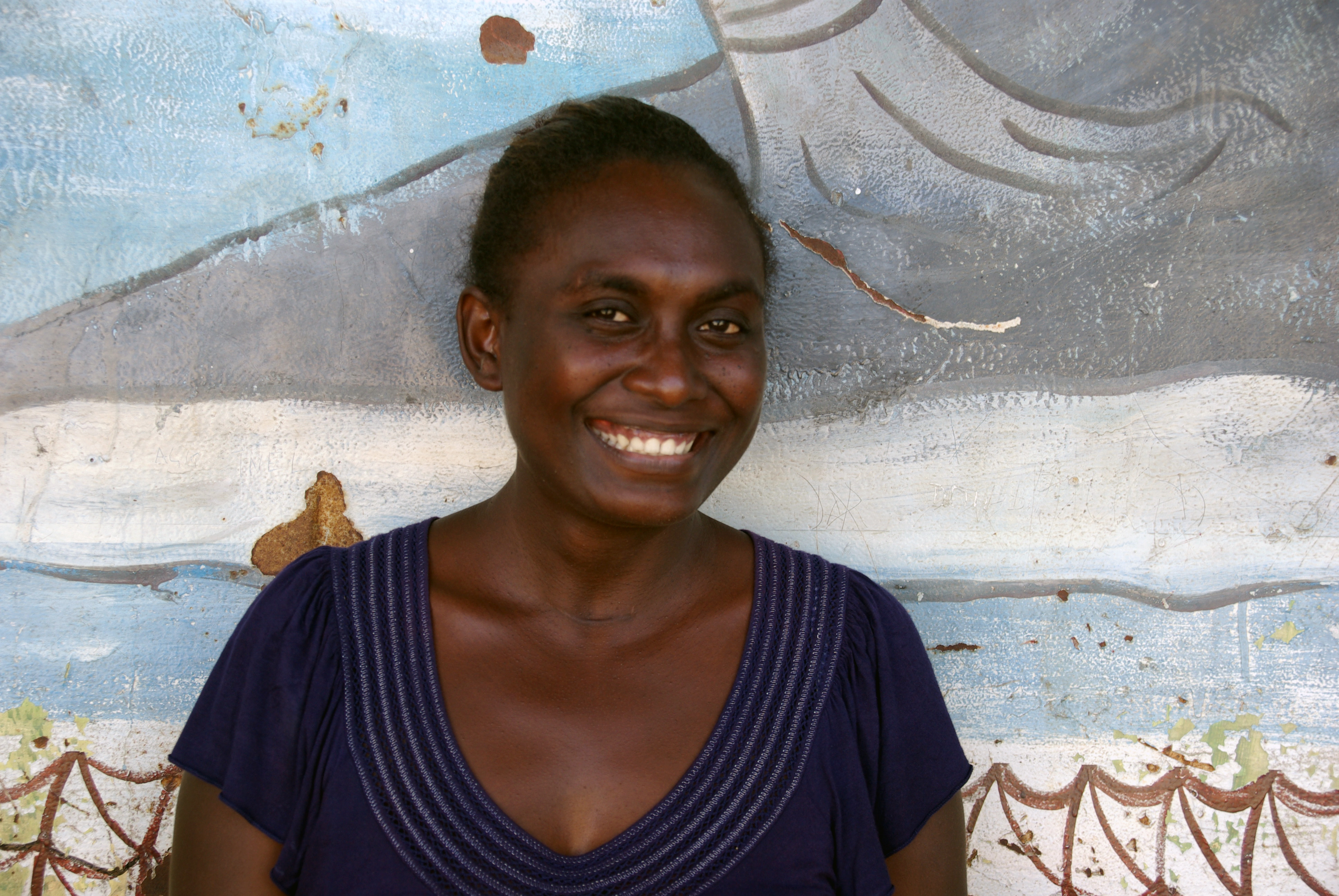
ソロモン諸島の青年女性

青年（せいねん）は、人の成長過程における一時期であり、20代〜30代の男性および女性に対して使用されるのが通例であり、若者、若手、若い世代、若年層、若い衆などとも言われる。
令和においては、若者、若年層に該当する年齢層は20代～30代が一般的である。広く社会の中で自立を獲得していく時期をいう。

## 近代社会の成立と青年期
人類社会において人間の発達段階に青年期がもたらされたのは近代社会の成立と関係があるとされている。
ジャン＝ジャック・ルソーは1762年の『エミール』で青年期を幼児期と成人期の中間に位置する固有の時期として位置づけた最初の人物である。
近代社会以前の社会では青年期という位置づけが明瞭ではなく大人への移行も突然に行われていたとされている。H.L.ホリングワースは原始社会では子どもから大人への移行も突然に行われていたとしている。また、マーガレット・ミードは1928年の『サモアの思春期』において、アメリカの若者とサモアの若者の比較調査の結果、青年期の存在は人類に普遍的とはいえず近代社会の所産であると結論づけている。江戸時代以前の日本の武家社会でも、元服し、前髪を剃り落とせば「一人前の大人」であった。
日本語の「若者」は鎌倉時代以降には存在した概念であるが、「青年」という概念は明治時代になって登場した。この「青年」という言葉は小崎弘道が"Young Men"の訳語として考案したものともいわれる（詳細はキリスト教青年会#日本を参照）。
もともと「青年」は書生あるいは学生を指す概念として用いられていたものである。厳密には青年と若者は別の概念であり、青年は1887年から1888年にかけてメディアを通して広がった言葉である。また、その暗に意味するところは少なくとも日露戦争後までは変容している。なお、近代日本における青年とはもっぱら男子を指し、そこに女子が含まれる場合は「青年男女」、または「女子青年」といった言葉が用いられた。
1896年には山本滝之助が『田舎青年』において地方の若者の意味で使用している。また、1911年には石川啄木が「時代閉塞の現状」において青年教育の必要性を説いた。
なお、ナタリー・Z・デービスの説では16世紀のフランス社会にはすでに青年期が認められるとするなど異説もあり歴史上の青年期の出現については研究が続いている。

## 青年期の区分
- 日本学術会議における若者支援政策の拡充に向けての提言における若者に該当する年齢については、既存法令に準じて[14][出典無効]概ね15歳以上40歳未満としている。
- 社会組織での該当年齢として、「JICA青年海外協力隊」の資格要件は20歳から39歳、以下「日本青年会議所」、「商工会青年部」は20歳〜40歳、「民主党青年局」は40歳以下の党員、「自由民主党青年局」、「全国青年司法書士協議会」で45歳以下の党員、会員となっている。「青年法律家協会」 では年齢規定を設けていない。
- 厚生労働省における若年者雇用の定義では、青年層に相当する15歳から34歳を若年者[15]としている。
- 経済産業省が調査した若年層の消費行動の変化では、世帯主34歳以下[16]を対象にしている。
- 内閣府が行った若者の意識に関する調査（ひきこもりに関する実態調査）では15歳以上39歳以下[17]の年齢を対象にしている。
- 農業経営基盤強化促進法における青年の定義では、原則として18歳以上45歳未満の個人、としている。
- 厚生労働省が所管する地域若者サポートステーション（愛称：「サポステ」）では、働くことに悩みを抱えている15歳～49歳までの年齢[18]を対象としている。

青年期の区分については上記のように諸説あって確定的なものは存在しないという情勢から日本においては20代後半～30代前半までを青年期とみる青年期延長論といった考えや、27・28歳までを青年後期とする考えも存在していた。
若者の下限は14歳から18歳の間に設定され、上のものは30歳から35歳 さらにはそれ以降に設定されるとする考えもある。